# Белици
Белѝци (на италиански: Bellizzi) е град и община в Южна Италия, провинция Салерно, регион Кампания. Разположен е на 60 m надморска височина. Населението на общината е 13 186 души (към 2011 г.).